# 原三信病院
原三信病院（はらさんしんびょういん）は、福岡県福岡市博多区大博町にある病院。医療法人原三信病院が運営する。
黒田藩の藩医として召し抱えられた医師が代々原三信を襲名し、12代原三信が1879年、現在地に診療所を開業。13代原三信が1902年に泌尿器科の病院として開設（九州初の私立病院）。2008年の病院機能評価では、「地域になくてはならない病院として地域住民からの信頼も高く、貴医療圏における中核的な病院として位置付けられている」と評価される。

## 診療科
- 総合診療科
- 循環器科
- 消化器科
- 血液内科
- 呼吸器科
- 腎臓内科
- 糖尿病科
- 脳神経内科
- 外科
- 整形外科
- 脳神経外科
- 泌尿器科
- 婦人科
- 放射線科
- 麻酔科
- 歯科
- 睡眠呼吸障害センター
- 健康管理センター
- 臨床病理部

## 専門外来
- 胆石症外来
- 乳腺外来
- ストーマ外来
- 不妊外来
- ED外来
- 尿失禁外来
- 神経泌尿器外来
- もの忘れ外来
- 生活習慣病外来
- 睡眠呼吸障害外来
- 女性泌尿器科外来

## 医療機関の指定等
- 保険医療機関
- 救急告示医療機関
- 病院群輪番制参加医療機関
- 労災保険指定医療機関
- 指定自立支援医療機関（更生医療）
- 身体障害者福祉法指定医の配置されている医療機関
- 生活保護法指定医療機関
- 原子爆弾被害者一般疾病医療取扱医療機関
- 母体保護法指定医の配置されている医療機関
- 臨床研修指定病院
- 特定疾患治療研究事業指定医療機関
- DPC対象病院
- 小児慢性特定疾患治療研究事業指定医療機関

## 交通アクセス
- 福岡市地下鉄箱崎線呉服町駅下車、徒歩5分。
- 博多駅Eのりばより西鉄バス88・99系統で神屋町下車。

## 関連施設
- 香椎原病院
- 原三信病院附属呉服町腎クリニック
- 訪問看護ステーションおおはま
- 原三信泌尿器クリニック